# Symphonie no 78 de Joseph Haydn

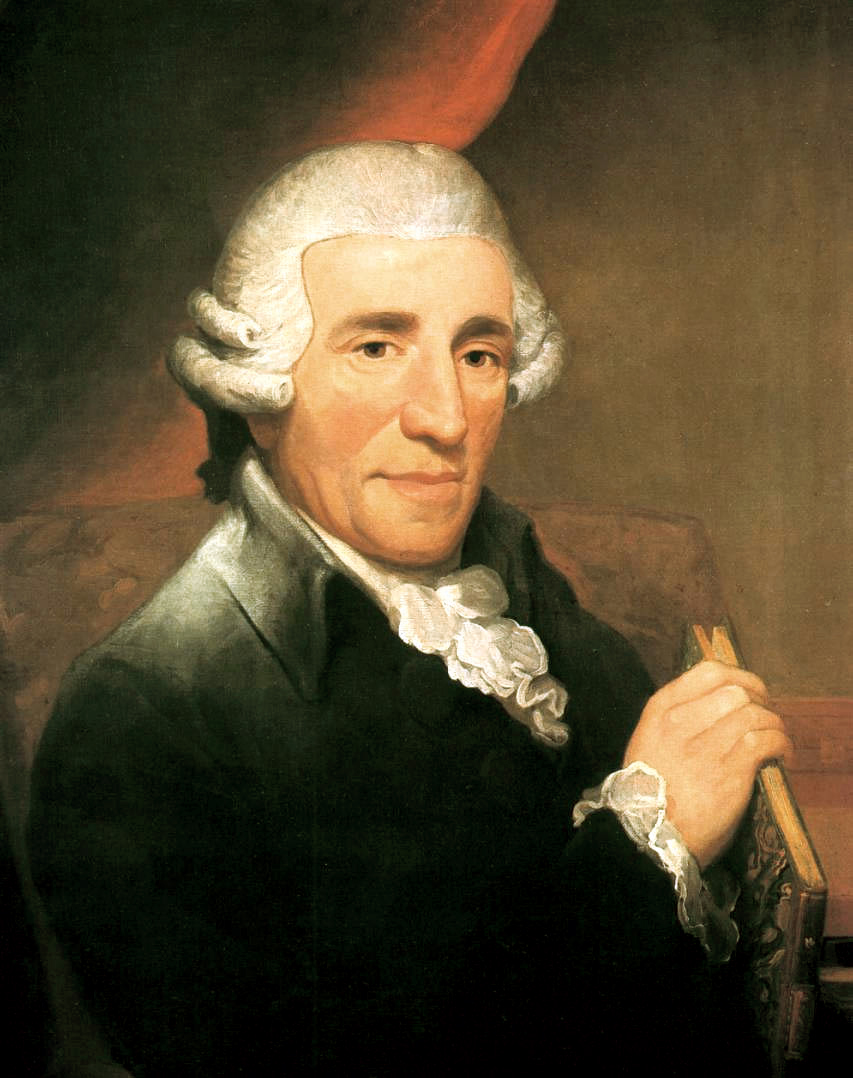
Portrait du compositeur Joseph Haydn.

La Symphonie no 78 en do mineur Hob. I:78 est une symphonie du compositeur autrichien Joseph Haydn. Composée en 1782, elle comporte quatre mouvements.

## Mouvements
Les différents mouvements de cette symphonie sont :
1. Vivace,
2. Adagio,
3. Menuetto & Trio : Allegretto,
4. Finale : Presto.

Sa durée approximative est de 25 minutes.

## Instrumentation
Elle est écrite pour se jouer à la flûte, avec deux hautbois, deux bassons, deux cors, et des instruments à cordes.